# سرخرگ تهیگاهی مشترک
سرخرگ تهیگاهی مشترک  یا شریان ایلیاک مشترک (به انگلیسی: Common iliac artery) دو شریان بزرگ هستند که از انتهای آئورت منشا گرفته به دو شریان ایلیاک داخلی و خارجی تقسیم می شوند. شریان آئورت شکمی مقابل مهره چهارم کمری به دو بخش راست و چپ تقسیم میشود که این دو شریان (سرخرگ تهیگاهی مشترک چپ و راست) هرکدام خون دهنده اصلی نواحی لگن و اندام تحتانی یک طرف هستند.
این دو شریان در بالغین حدود چهار سانتی متر طول و یک سانتیمتر قطر دارند. این دو شریان در هر طرف به دو شاخه شریان ایلیاک خارجی و شریان ایلیاک داخلی تقسیم میشوند.